# Gouvernement Kekkonen III
République de Finlande
Kekkonen II Kekkonen IV
Le gouvernement Kekkonen III est le 35e gouvernement de la République de Finlande.
Le gouvernement a duré pendant 659 jours de gouvernement du 20 septembre 1951 au 9 juillet 1953. Le Premier ministre du gouvernement est Urho Kekkonen.

## Composition
Le gouvernement est composé des ministres suivants:
| Ministre                                                                                       | Période                                                            | Parti         | Parti            |
| ---------------------------------------------------------------------------------------------- | ------------------------------------------------------------------ | ------------- | ---------------- |
| Premier ministre Urho Kekkonen                                                                 | 20.9.1951 - 9.7.1953                                               |               | Maalaisliitto    |
| Ministre des Affaires étrangères Sakari Tuomioja Urho Kekkonen                                 | 20.9.1951 - 26.11.1952 26.11.1952 - 9.7.1953                       |               | ammattiministeri |
| Ministre des Affaires étrangères Sakari Tuomioja Urho Kekkonen                                 | 20.9.1951 - 26.11.1952 26.11.1952 - 9.7.1953                       | Maalaisliitto |                  |
| Vice-ministre des Affaires étrangères Ralf Törngren                                            | 26.11.1952 - 9.7.1953                                              |               | RKP              |
| Ministre de la Justice Urho Kekkonen Sven Högström                                             | 20.9.1951 - 22.9.1951 22.9.1951 - 9.7.1953                         |               | Maalaisliitto    |
| Ministre de la Justice Urho Kekkonen Sven Högström                                             | 20.9.1951 - 22.9.1951 22.9.1951 - 9.7.1953                         | RKP           |                  |
| Ministre de l'Intérieur V. J. Sukselainen                                                      | 20.9.1951 - 9.7.1953                                               |               | Maalaisliitto    |
| Ministre de la Défense Emil Skog                                                               | 20.9.1951 - 9.7.1953                                               |               | SDP              |
| Ministre des Finances Viljo Rantala                                                            | 20.9.1951 - 9.7.1953                                               |               | SDP              |
| Vice-ministre des Finances Matti Miikki                                                        | 20.9.1951 - 9.7.1953                                               |               | Maalaisliitto    |
| Ministre de l'Éducation Reino Oittinen                                                         | 20.9.1951 - 9.7.1953                                               |               | SDP              |
| Ministre de l'Agriculture Martti Miettunen                                                     | 20.9.1951 - 9.7.1953                                               |               | Maalaisliitto    |
| Vice-ministre de l'Agriculture Matti Lepistö Eemil Luukka Hannes Tiainen                       | 20.9.1951 - 29.11.1952 20.9.1951 - 9.7.1953 3.12.1952 - 9.7.1953   |               | SDP              |
| Vice-ministre de l'Agriculture Matti Lepistö Eemil Luukka Hannes Tiainen                       | 20.9.1951 - 29.11.1952 20.9.1951 - 9.7.1953 3.12.1952 - 9.7.1953   | Maalaisliitto |                  |
| Vice-ministre de l'Agriculture Matti Lepistö Eemil Luukka Hannes Tiainen                       | 20.9.1951 - 29.11.1952 20.9.1951 - 9.7.1953 3.12.1952 - 9.7.1953   | SDP           |                  |
| Ministre des transports et des travaux publics Onni Peltonen Emil Huunonen Eetu Karjalainen    | 20.9.1951 - 29.11.1952 29.11.1952 - 3.12.1952 3.12.1952 - 9.7.1953 |               | SDP              |
| Vice-ministre des transports et des travaux publics Emil Huunonen Kauno Kleemola Emil Huunonen | 20.9.1951-29.11.1952 20.9.1951 - 9.7.1953 3.12.1952-9.7.1953       |               | SDP              |
| Vice-ministre des transports et des travaux publics Emil Huunonen Kauno Kleemola Emil Huunonen | 20.9.1951-29.11.1952 20.9.1951 - 9.7.1953 3.12.1952-9.7.1953       | Maalaisliitto |                  |
| Vice-ministre des transports et des travaux publics Emil Huunonen Kauno Kleemola Emil Huunonen | 20.9.1951-29.11.1952 20.9.1951 - 9.7.1953 3.12.1952-9.7.1953       | SDP           |                  |
| Ministre du commerce et de l'industrie Penna Tervo                                             | 20.9.1951 - 9.7.1953                                               |               | SDP              |
| Ministre des Affaires sociales Ralf Törngren Väinö Leskinen                                    | 20.9.1951 - 26.11.1952 26.11.1952 - 9.7.1953                       |               | RKP              |
| Ministre des Affaires sociales Ralf Törngren Väinö Leskinen                                    | 20.9.1951 - 26.11.1952 26.11.1952 - 9.7.1953                       | SDP           |                  |
| Vice-ministre des Affaires sociales Emil Huunonen Lauri Murtomaa                               | 20.9.1951 - 9.7.1953 20.9.1951 - 9.7.1953                          |               | SDP              |
| Vice-ministre des Affaires sociales Emil Huunonen Lauri Murtomaa                               | 20.9.1951 - 9.7.1953 20.9.1951 - 9.7.1953                          | Maalaisliitto |                  |